# Discografia di The Swingle Singers

## Periodo francese come Les Swingle Singers (1963-1973)

### Album
- 1963 - Jazz Sébastien Bach (Philips, LP)
- 1964 - Going Baroque (Philips, LP)
- 1965 - Swinging Mozart (Philips, LP)
- 1965 - Les Romantiques (Philips, LP)
- 1966 - Swingling Telemann (Philips, LP)
- 1966 - Place Vendôme (Philips, LP)
- 1967 - Sound of Spain: Concerto d'Aranjuez (Philips, LP)
- 1968 - Operazione San Pietro (CAM, LP) colonna sonora originale
- 1968 - Noëls Sans Passeport (Philips, LP)
- 1968 - Jazz Sebastian Bach Vol. 2 (Philips, LP)
- 1969 - American Look (Philips, LP)
- 1969 - Sinfonia: Luciano Berio conducting The New York Philharmonic and Swingle Singers CBS/Columbia, LP)
- 1972 - Michel Zbar/Les Swingle Singers Faisceaux-Diffractions/Swingle Novae (Philips, LP)
- 1972 - The Joy of Singing (Philips, LP)
- 1972 - Bitter Ending (Philips, LP)

### Raccolte e riedizioni
- 1968 - Anyone for Mozart, Bach, Handel, Vivaldi? (Philips/Phonogram France) con brani da Going Baroque e Swinging Mozart
- 1987 - Compact Jazz (Mercury) con brani da Place Vendôme, Getting Romantic e Spanish Masters
- 2000 - Jazz Sebastian Bach (Philips) riedizione dei due LP dedicati a Johann Sebastian Bach Jazz Sébastien Bach e Jazz Sébastien Bach vol.2
- 2005 - Swingle Singers (Philips, CD) riedizione di 11 album

## Discografia del periodo inglese come Swingles II (1974-1979)

### Album
- MADRIGALS (CBS/Columbia, 1974)
- WORDS AND MUSIC (CBS,1974)
- RAGS AND ALL THAT JAZZ (CBS, 1976)
- LOVIN' YOU - WORDS AND MUSIC VOL.2 (CBS, 1976)
- BAROQUE (CBS, 1976)
- A-RONNE / CRIES OF LONDON (Decca, 1976) -  sotto la direzione di Luciano Berio
- ENGLISH AND FRENCH SONGS (RCA, 1977)
- PIECES OF EIGHT (CBS, 1977)
- SWINGLE BELLS (Moss Music Group / EMI, 1978)
- NO TIME TO TALK (CBS, 1979)
- SWINGLE SKYLINER (Moss Music Group / EMI, 1979)

## Discografia del periodo inglese come The New Swingle Singers (1980-1992)

### Album
- FOLIO(Moss Music Group / EMI, 1980)
- MAZAPEGUL (Ricordi, 1988)
- SINFONIA: EINDRÜCKE (Erato, 1992)

### Partecipazioni
- 1984 Sonnets of Desolation/Visions and Spels (CRI, LP) con Sonnets of Desolation

## Discografia del periodo inglese come The Swingles (1985-1987)

### Album
- REFLECTIONS (Swing, 1985)
- INSTRUMENTALS (Polydir, 1986?)
- LIVE AT RONNIE SCOTT'S (Swing, 1987)

## Discografia del periodo inglese come The Swingle Singers (1987-attualmente)

### Album
- THE SWINGLE SINGERS CHRISTMAS ALBUM (Swing, 1987)
- IF IT'S MUSIC, WE'LL SING IT (Swing, 1991) - compilation con alcuni pezzi inediti
- 1812 (Swing, 1989 - riedito da Virgin Classics, 1995)
- THE BACH ALBUM (Swing, 1991)
- A CAPPELLA AMADEUS, A MOZART CELEBRATION (Virgin Classic, 1991)
- AROUND THE WORLD, FOLK SONGS  (Virgin Classic, 1991)
- NOTABILITY (Swing, 1993)
- THE STORY OF CHRISTMAS (Swing, 1994 - riedito da Primarily A Cappella nel 1998)
- PRETTY RING TIME (Swing, 1994)
- NEW WORLD (Swing, 1995)
- THE SWINGLE SINGERS SING IRVING BERLIN  (Sanctuary Records, 1996)
- LIVE!  (Swing, 1997)
- SCREEN TESTED (Swing, 1998)
- TICKET TO RIDE - A BEATLES TRIBUTE (Swing, 1999)
- KEYBOARD CLASSICS (Swing, 2000)
- LIVE IN JAPAN (Swing, 2001)
- MOOD SWINGS (Swing / Primarily A Cappella, 2002)
- RETROSPECTIVE: THE 40TH ANNIVERSARY SHOW (Swing / Primarily A Cappella, 2003)
- UNWRAPPED (Swing, 2004)
- "LIVE" IN NEW YORK 82 (Swing, 2006)
- BEAUTY AND THE BEATBOX (Signum, 2007) - con Shlomo And The Vocal Orchestra
- A CELEBRATION OF THE VOICE (2009)
- FERRIS WHEELS (Swing, 2009)
- Yule Songs (2011)
- WEATHER TO FLY (2013)
- Deep End (2015)
- Yule Songs II (2015)
- Folklore (2017)
- Snapshots I (2020)

### Singoli ed EP
- DIDO'S LAMENT (Swing, 2005)  – EP
- YULE SONGS (Swing, 2011)  – EP